# Giuseppe Abbruzzese
Giuseppe Abbruzzese (Nápoles, 13 de noviembre de 1917-ib., 17 de julio de 1981) fue un político italiano.

## Biografía
Miembro del Partido Comunista Italiano, el 25 de marzo de 1965 asumió el cargo de diputado en la 3.ª legislatura de la República Italiana, substituyendo a su camarada Giovanni Arenella, fallecido prematuramente el 16 de marzo anterior. Durante su mandato en el Parlamento, fue miembro de las Comisiones Defensa e Higiene y Salud Pública.